# Jerzy Fitelberg
Jerzy Fitelberg (ur. 20 maja 1903 w Warszawie, zm. 25 kwietnia 1951 w Nowym Jorku) – polski kompozytor działający w Stanach Zjednoczonych.

## Życiorys
Urodził się w rodzinie Grzegorza Fitelberga, dyrygenta i kompozytora, i Natalii Landau. Kształcił się początkowo pod kierunkiem ojca, kontynuował studia w Konserwatorium Warszawskim. Dalej studiował w berlińskiej Hochschule für Musik pod kierunkiem Franza Schrekera i Waltera Gmeindla. W roku 1933 po objęciu władzy przez Hitlera opuścił Berlin i zamieszkał w Paryżu. W maju 1939 wyjechał do USA i zamieszkał w Nowym Jorku. Został członkiem amerykańskiej Ligi Kompozytorów (The League of Composers/International Society for Contemporary Music).

## Nagrody i wyróżnienia
- I nagroda za „Kwartet smyczkowy nr 2” na konkursie Stowarzyszenia Młodych Muzyków Polaków w Paryżu (1928)
- Nagroda Biblioteki Kongresu Stanów Zjednoczonych za „Kwartet smyczkowy nr 4” (1936)
- Nagroda American Academy of Arts and Letters za całokształt twórczości (1945)
- Nagroda kompozytorska za „Suitę na organy” (1950)